# Darling (EP)
Darling là đĩa mở rộng quảng bá của nghệ sĩ thu âm người Úc Kylie Minogue. Album đã được tặng miễn phí tại buổi ra mắt nước hoa cùng tên, tại Harrods vào ngày 9 tháng 2 năm 2007. Album gồm hai ca khúc từ những album phòng thu của cô cùng ba ca khúc thu trực tiếp tại tour lưu diễn năm 2005, Showgirl: The Greatest Hits Tour.

## Danh sách ca khúc
1. "I Believe in You" (trực tiếp) — 3:24
2. "In Your Eyes" (trực tiếp) — 3:08
3. "Slow" (live) — 3:20
4. "Loving Days" — 4:24
5. "Burning Up" — 3:59